# Re:START
《Re:START》是日本雙人音樂組合surface的第17張單曲。編曲由渡邊善太郎負責。2005年10月5日由Sony Music Records發行。

## 解說
《Re:START》是音樂組合surface自從上一張單曲以來，相隔1年發行的最新單曲。同名標題曲曾在2005年8月被東京電視台電視動畫《烘焙王》選為第43話至第53話的片尾主題曲使用。後來，同名標題曲與B面歌曲「airy」兩首一起在surface他們移籍Sony Music Records之後的首張專輯《resurface》收錄，2006年4月26日發行。

## 收錄歌曲
1. Re:START
  - 東京電視台電視動畫《烘焙王》片尾主題曲
2. CALLED GAME
3. airy
4. Re:START -TV Edit-